# Московська міська дитяча музична школа імені С. С. Прокоф'єва
Московська міська дитяча музична школа імені С. С. Прокоф'єва — Державне бюджетна установа додаткової освіти міста Москви «Московська міська дитяча музична школа імені С. С. Прокоф'єва».

## Історія
- У 1937 році в Бауманському районі Москви була відкрита дитяча музична школа № 1.
- У 1958 році об'єднана з ДМШ Красногвардійського району.
- У 1961 році школі було присвоєно ім'я видатного композитора С. С. Прокофь'єва[1].
- У 1966 році відкрито шкільний музей С. С. Прокоф'єва.

## Директор
- Е. В. Бабичев
- Л. М. Федорова
- В. А. Вахромеев
- А. П. Мачихелян
- И. П. Пищурова
- Ф. М. Виноградова
- А. Г. Каневский
- А. С. Цодокова

## Викладач
Колектив школи складається з понад 120 висококваліфікованих викладачів, серед яких Заслужені працівники культури Росії, Заслужені артисти Росії, лауреати та дипломанти міжнародних конкурсів

## Відомі випускники
- В. Б. Волошінов (1947—2019) — фізик, фахівець в області акустооптики, заслужений викладач МДУ.
- В. С. Тедеев (1946—2011) — радянський артист балету, педагог. Народний артист РРФСР
- А. Н. Холмінов (1925—2015) — Народний артист СРСР, композитор, лауреат державних премій.